# 川端俊英
川端俊英（かわばた としふさ、1933年7月5日- ）は、日本近代文学研究者、同朋大学名誉教授。

## 略歴
満州普蘭店生まれ。広島大学文学部国文科卒業、立命館大学大学院修士課程修了。滋賀県立八日市高等学校教諭、京都府立鴨沂高等学校教諭、同朋大学助教授をへて教授、2004年定年、名誉教授となる。部落問題研究所主任研究員などを務めた。

## 著書
- 『『破戒』とその周辺 部落問題小説研究』文理閣 1984
- 『『破戒』の読み方』文理閣 1993
- 『近代文学にみる人権感覚』部落問題研究所 1995
- 『人権からみた文学の世界 明治篇』部落問題研究所 1998
- 『人権からみた文学の世界 大正篇』部落問題研究所 2001
- 『『破戒』と人権』文理閣 2003
- 『島崎藤村の人間観』新日本出版社 2006

## 論文
- <川端俊英